# Karen Enevold
Karen Petrine Enevold Nielsen, født Jensen (29. august 1896 i Jelling – 29. december 1993 i Odense) var en dansk forfatter.
Hun modtog i 1975 Herman Bangs Mindelegat.